# 생강가루

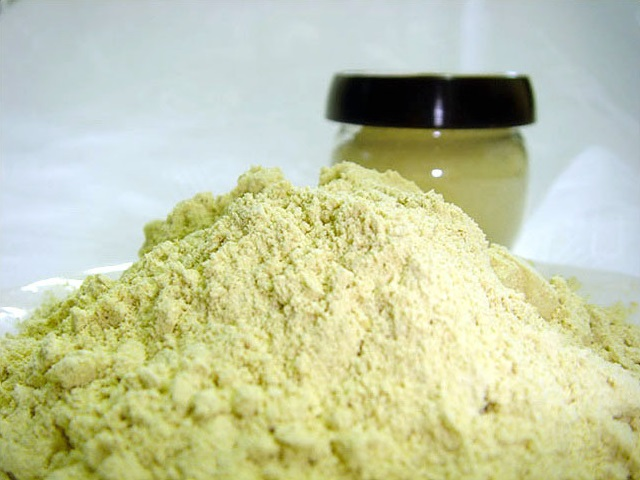
생강가루

생강가루(生薑--)는 생강을 건조해 분쇄한 가루이다. 조미료로 쓰인다.

## 같이 보기
- 고춧가루
- 마늘가루
- 양파가루
- 건채